# Manuel Baptista
Joaquim Manuel Guerreiro Baptista (Faro, 1936 — Lisboa, 8 de abril de 2023) foi um artista plástico / pintor português. 
Foi autor de uma obra multifacetada com desenvolvimentos no campo do desenho, da pintura, da escultura e da instalação.

## Biografia
Manuel Baptista nasceu em Faro em 1936. Entre 1957 e 1962 frequentou o curso de pintura da ESBAL, onde viria a ter atividade docente. No ano seguinte partiu para Paris como bolseiro da Fundação Calouste Gulbenkian. Foi ainda bolseiro do instituto italiano, em Ravena (1968).
Participou pela primeira vez em mostras coletivas em 1956 e expôs no 1º e 2º Salões de Arte Moderna da Sociedade Nacional de Belas Artes (1958 e 1959). Realizou a primeira exposição individual em 1961, na Galeria do Diário de Notícias, Lisboa; nesse mesmo ano participou na II Exposição de Artes Plásticas da Fundação Calouste Gulbenkian, Lisboa.
Foi um dos artistas convidados pela secção portuguesa da AICA para participar na renovação da decoração do café A Brasileira que teve lugar em 1971. Entre 1977 e 1980 deslocou-se regularmente a Lippstadt e Schmallenberg, República Federal da Alemanha, realizando tapeçarias para a Fábrica Falke (Imago) e estabelecendo relações com colecionadores e galerias. Entre 1990 e 2003 assumiu a direção das galerias municipais Trem e Arco, Faro.
Foram-lhe atribuídos os seguintes prémios: 1º Prémio de Pintura / Prémio Guerin de Artes Plásticas (1968); Prémio Soquil (1970); Prémio de Pintura IV Bienal de Cerveira (1984); Prémio BANIF de Pintura (1993). Recebeu ainda, em 2012, o Prémio Autores, atribuído pela Sociedade Portuguesa de Autores à exposição apresentada no Museu da Eletricidade (atual MAAT).
Faleceu a 8 de abril de 2023, em Lisboa, aos 87 anos. À data da sua morte preparava uma nova retrospetiva global do seu trabalho, no Museu de Faro e na galeria Trem (Faro) cuja concretização confirmará, segundo João Pinharanda, "a importância e singularidade da sua obra”.

## Obra

Relevo-colagem, 1973, lápis de cera e tecido sobre tela de linho, 130 x 100 cm

Influenciado por referências diversas, de Miró e Klee a Matisse, os seus trabalhos iniciais abordam temáticas como "a lavadeira, as peixeiras num mercado, trabalhadores em atividade […], a par de naturezas mortas de eco matisseano, de traço sumário mas expressivo". 
Na década de 1960 a abstração torna-se dominante. Manuel Baptista efetua uma "valorização do suporte, com aglomerações de panos colados, modulação de relevos em positivo/negativo, recorte geométrico dos suportes, quadrículas de base e colagem de camadas". Essas opções confirmam-se na década seguinte, que corresponde a um tempo de "vigorosa afirmação desse trabalho de desconstrução e recomposição das superfícies, de tela recortada e colada"; a "sugestão paisagística cruza-se com a ornamental"  em trabalhos "minuciosos e perfeitíssimos" onde uma "estética do fragmento tanto sugere a poética do vitral como um ensaio de manufatura textil".
Uma outra faceta da sua produção artística foi apresentada em 2011, numa grande exposição no Museu da Eletricidade que integrava obras tridimensionais projetadas desde meados dos anos 60 e nunca concretizadas: "Objectos quotidianos mais ou menos intemporais (envelopes, camisas com gravata, mesas…), elementos soltos de cenografias naturais e/ou paisagísticas (arbustos, falésias, bouquets de flores), alguns objetos com valias simbólicas (novelos) […]. Pelos seus temas, materiais e escala as obras de Manuel Baptista aproximam-se do discurso ocidental do seu tempo. [...] Devemos pensar que a sua abordagem parte de um olhar tocado pela poética crítica da Arte Povera e do Nouveau réalisme; e ainda pelo modo como recebeu e entendeu a particular situação política, social e tecnológica portuguesa de onde partia e onde regressou".

## Exposições individuais – seleção
- 1961 – Galeria Diário de Notícias, Lisboa.
- 1964 – Galeria Divulgação, Lisboa.
- 1965 – Galeria 111, Lisboa.
- 1966 – Galeria Quadrante, Lisboa.
- 1981 – Museu de Arte de São Paulo, Brasil.
- 1983 – Kasseler Kunstverein, Kassel, Alemanha.
- 1992 – Galeria Quadrado Azul, Porto.
- 1993 – Galeria Luís Serpa, Lisboa.
- 1996 – Casa da Cerca – Centro de Arte Contemporânea, Almada.
- 2006 – Falke Werk, Lipupstadt, Alemanha.
- 2007 – Galeria Fernando Santos, Porto.
- 2011 – Fora de Escala - Desenho e Escultura 1960-1970, Museu da Eletricidade / MAAT, Lisboa.
- 2011 – Escrever Paisagem - Desenho 1960-1970, Fundação Carmona e Costa, Lisboa